# Seznam ministrů práce a sociálních věcí České republiky
Seznam ministrů práce a sociálních věcí České republiky  představuje chronologický přehled osob, členů vlády České republiky, působících v tomto úřadu:

## V rámci československé federace
| Pořadí | Portrét                             | Ministr          | Funkční období   | Funkční období    | Funkční období | Strana      | Strana | Vláda                           |
| Pořadí | Portrét                             | Ministr          | Nástup do úřadu  | Opuštění úřadu    | Dny v úřadu    | Strana      | Strana | Vláda                           |
| --- | ----------------------------------- | ---------------- | ---------------- | ----------------- | -------------- | ----------- | ------ | ------------------------------- |
| 1. | Není dostupný portrét               | František Toman  | 8. ledna 1969    | 29. září 1969     | 264            |             | ČSL    | Rázl                            |
| 2. | Není dostupný portrét               | Emilian Hamerník | 29. září 1969    | 18. června 1986   | 6106           |             | KSČ    | Kempný a Korčák                 |
| 2. | Není dostupný portrét               | Emilian Hamerník | 29. září 1969    | 18. června 1986   | 6106           | Korčák II.  | KSČ    |                                 |
| 2. | Není dostupný portrét               | Emilian Hamerník | 29. září 1969    | 18. června 1986   | 6106           | Korčák III. | KSČ    |                                 |
| 2. | Není dostupný portrét               | Emilian Hamerník | 29. září 1969    | 18. června 1986   | 6106           | Korčák IV.  | KSČ    |                                 |
| 3. | Obrázek této osoby není k dispozici | Nasťa Baumruková | 18. června 1986  | 21. dubna 1988    | 673            |             | KSČ    | Korčák, Adamec, Pitra a Pithart |
| Od období 1988 až 1990 samostatný úřad neexistoval. V dubnu 1988 byl rezort sloučen do Ministerstva zdravotnictví a sociálních věcí. Obnoven byl po volbách v červnu 1990. |                                     |                  |                  |                   |                |             |        |                                 |
| 4. | Není dostupný portrét               | Milan Horálek    | 29. června 1990  | 2. července 1992  | 734            |             | OF     | Pithart                         |
| 4. | Není dostupný portrét               | Milan Horálek    | 29. června 1990  | 2. července 1992  | 734            | OH          |        | Pithart                         |
| 5. | Jindřich Vodička                    | Jindřich Vodička | 2. července 1992 | 31. prosince 1992 | 182            |             | ODS    | Klaus I.                        |

## V rámci samostatné republiky
| Pořadí            | Portrét                             | Ministr           | Funkční období                         | Funkční období                         | Funkční období | Strana        | Strana              | Vláda        |
| Pořadí            | Portrét                             | Ministr           | Nástup do úřadu                        | Opuštění úřadu                         | Dny v úřadu    | Strana        | Strana              | Vláda        |
| ----------------- | ----------------------------------- | ----------------- | -------------------------------------- | -------------------------------------- | -------------- | ------------- | ------------------- | ------------ |
| 1.                | Jindřich Vodička                    | Jindřich Vodička  | 1. ledna 1993                          | 8. listopadu 1997                      | 1772           |               | ODS                 | Klaus I.     |
| 1.                | Jindřich Vodička                    | Jindřich Vodička  | 1. ledna 1993                          | 8. listopadu 1997                      | 1772           | Klaus II.     | ODS                 |              |
| 2.                | Není dostupný portrét               | Stanislav Volák   | 8. listopadu 1997                      | 16. července 1998                      | 250            |               | ODS                 | Klaus II.    |
| 2.                | Není dostupný portrét               | Stanislav Volák   | 8. listopadu 1997                      | 16. července 1998                      | 250            |               | US                  | Tošovský     |
| 3.                | Vladimír Špidla                     | Vladimír Špidla   | 22. července 1998                      | 12. července 2002                      | 1451           |               | ČSSD                | Zeman        |
| 4.                | Zdeněk Škromach                     | Zdeněk Škromach   | 15. července 2002                      | 4. září 2006                           | 1512           | ČSSD          | Špidla              |              |
| 4.                | Zdeněk Škromach                     | Zdeněk Škromach   | 15. července 2002                      | 4. září 2006                           | 1512           | ČSSD          | Gross               |              |
| 4.                | Zdeněk Škromach                     | Zdeněk Škromach   | 15. července 2002                      | 4. září 2006                           | 1512           | ČSSD          | Paroubek            |              |
| 5.                | Petr Nečas                          | Petr Nečas        | 4. září 2006                           | 8. května 2009                         | 977            |               | ODS                 | Topolánek I. |
| 5.                | Petr Nečas                          | Petr Nečas        | 4. září 2006                           | 8. května 2009                         | 977            | Topolánek II. | ODS                 |              |
| 6.                | Není dostupný portrét               | Petr Šimerka      | 8. května 2009                         | 13. července 2010                      | 431            |               | nestraník nom. ČSSD | Fischer      |
| 7.                | Jaromír Drábek                      | Jaromír Drábek    | 13. července 2010                      | 31. října 2012                         | 841            |               | TOP 09              | Nečas        |
| Funkce neobsazena | Funkce neobsazena                   | Funkce neobsazena | 1. listopadu 2010 – 15. listopadu 2010 | 1. listopadu 2010 – 15. listopadu 2010 |                |               |                     | Nečas        |
| 8.                | Ludmila Müllerová                   | Ludmila Müllerová | 16. listopadu 2012                     | 10. července 2013                      | 236            |               | TOP 09              | Nečas        |
| 9.                | František Koníček                   | František Koníček | 10. července 2013                      | 29. ledna 2014                         | 203            |               | nestraník           | Rusnok       |
| 10.               |                                     | Michaela Marksová | 29. ledna 2014                         | 13. prosince 2017                      | 1414           |               | ČSSD                | Sobotka      |
| 11.               | Obrázek této osoby není k dispozici | Jaroslava Němcová | 13. prosince 2017                      | 27. června 2018                        | 196            |               | ANO                 | Babiš I.     |
| 12.               | Petr Krčál                          | Petr Krčál        | 27. června 2018                        | 18. července 2018                      | 21             |               | ČSSD                | Babiš II.    |
| 13.               | Jana Maláčová                       | Jana Maláčová     | 30. července 2018                      | 17. prosince 2021                      | 1236           | ČSSD          |                     | Babiš II.    |
| 14.               |                                     | Marian Jurečka    | 17. prosince 2021                      | úřadující                              | 1162           |               | KDU-ČSL             | Fiala        |